# Webmaster
 Der er for få eller ingen kildehenvisninger i denne artikel, hvilket er et problem. Du kan hjælpe ved at angive troværdige kilder til de påstande, som fremføres i artiklen.

En webmaster er en bestyrer af et websted og er således ansvarlig for indsættelse af indhold. Ofte er det også en webmaster, der har designet webstedet. Webmasteren har i nogle tilfælde også designet den software som genererer siden – det vil sige danner siden; dette kan være på klient-siden i basissproget HTML og det mere avancerede Javascript, eller på server-siden i sprog som VBScript med ASP-objekter eller PHP. De fleste webmastere er amatører, dvs uden uddannelse. De der har uddannelse arbejder oftest for større eller mindre virksomheder.
| Job | Spire Denne artikel om et job eller en stillingsbetegnelse er en spire som bør udbygges. Du er velkommen til at hjælpe Wikipedia ved at udvide den. |